# Elio Grappone
Elio Grappone (Avellino, 3 ottobre 1933) è un allenatore di calcio ed ex calciatore italiano, di ruolo difensore.

## Caratteristiche tecniche

### Giocatore
Giocava come terzino o come centromediano.

## Carriera

### Giocatore
Inizia la carriera all'Avellino, squadra della sua città natale, con la cui maglia esordisce dopo due anni di settore giovanile nella stagione 1952-1953 nel campionato di IV Serie, che gli irpini chiudono al primo posto in classifica non venendo però promossi nella categoria superiore a causa del terzo posto in classifica rimediato nel Girone Finale per la promozione; gioca con la maglia biancoverde anche i successivi tre campionati, sempre nella stessa categoria, fino al termine della stagione 1955-1956. Nell'estate del 1956 all'età di 23 anni passa alla Lazio, società di Serie A, della cui rosa fa parte nella stagione 1956-1957. Non scende mai in campo in partite di campionato con la squadra biancoceleste, venendo impiegato esclusivamente in amichevoli della prima squadra e nelle partite della squadra Riserve. A fine anno viene ceduto al Foggia, società con cui nella stagione 1957-1958 disputa il campionato di IV Serie, centrando la promozione nel campionato di Serie C, categoria in cui milita con i rossoneri nella stagione 1958-1959 (nella quale con 32 presenze in campionato e 2 presenze in Coppa Italia è il rossonero con più presenze in stagione) e nella stagione 1959-1960, che si conclude con la vittoria del campionato e la conseguente promozione in Serie B della squadra. Torna quindi all'Avellino, con la cui maglia nella stagione 1960-1961 colleziona 25 presenze; al termine del campionato gli irpini retrocedono in Serie D. Nella stagione 1961-1962 contribuisce alla vittoria del campionato di quarta serie con conseguente immediato ritorno in Serie C dell'Avellino, in cui rimane anche nella stagione 1962-1963, annata in cui gioca 32 partite in campionato con la squadra che fa ritorno in Serie D dopo un solo anno in terza serie. A fine anno Grappone lascia l'Avellino, con un totale di 230 partite in gare ufficiali con la squadra campana, grazie alle quali fino al 2010 è stato il giocatore con più presenze nella storia del club irpino, anno in cui è stato superato da Simone Paolo Puleo. Gioca per un'ulteriore stagione, con la maglia della Paganese, nel campionato campano di Prima Categoria, il massimo livello regionale dell'epoca.

### Allenatore
Ha allenato la Paganese in Prima Categoria nella stagione 1964-1965, il Gelbison Vallo (dal 1986 al 1988, in Promozione), il Campobasso in Serie D, l'Agropoli (sulla cui panchina ha seduto in 76 occasioni) ed altre società nelle serie minori. Nella stagione 1974-1975 ha lavorato come allenatore in seconda all'Avellino in Serie B, e dalla venticinquesima alla trentesima giornata del torneo cadetto ha allenato in solitaria la società al posto dell'esonerato Antonio Giammarinaro; dopo sei partite sulla panchina irpina è stato sostituito da Oronzo Pugliese, che dopo tre gare è stato a sua volta messo da parte in favore di Giammarinaro.

## Palmarès

### Giocatore

#### Competizioni nazionali
- IV Serie: 1

Avellino: 1952-1953
- Serie C: 1

Foggia: 1959-1960
- Serie D: 1

Avellino: 1961-1962